# KBS 뉴스 (2355)
《KBS 뉴스 (2355)》(KBS NEWS (2355))는 대한민국 KBS 2TV에서 월요일 ~ 목요일 밤 11시 55분에 방송되었던 KBS 2TV의 심야시간대 마감뉴스 프로그램이다.

## 기획 의도 / 개요
- KBS 2TV의 단신 뉴스 형태의 마감뉴스 프로그램이다.
- KBS 2TV의 개국과 함께 1980년 12월 9일부터 화요일 ~ 토요일 밤 12시에 KBS 조간뉴스로 신설되어 10분간 방송되었으며, 1981년 1월 3일부터 편성이 일요일까지 확대되었고, 1981년 2월 2일부터 평일 밤 11시 20분, 토요일 밤 11시 50분으로 변경되었으며, 1981년 3월 30일부터 토요일 방송분이 토요일 밤 11시 40분으로 변경되었다. 이후 1981년 5월 25일부터 오늘과 내일로 변경되었고, 1981년 9월 7일부터 KBS 뉴스로 변경되어 편성이 평일로 축소, 평일 밤 10시로 변경되었고, 1983년 3월 28일부터 평일 밤 10시 55분으로 변경, 5분으로 단축되었으며, 1983년 9월 12일부터 평일 밤 10시 50분으로 변경, 10분으로 환원되었고, 1984년 4월 2일부터 월요일 ~ 목요일 밤 11시 25분, 금요일 밤 10시로 변경되었으며, 1986년 11월 3일부터 금요일 방송분이 금요일 밤 9시 55분으로 변경되었다. 이후 1987년 2월 27일에 1차 종영되면서 KBS 2TV 뉴스센터로 대체되었다가 1995년 9월 4일부터 월요일 ~ 목요일 11시 50분에 KBS 2TV 뉴스로 재신설되었고, 1996년 10월 14일부터 편성이 금요일까지 확대되었으며, 1997년 10월 20일부터 KBS 뉴스로 환원되었다. 이후 1998년 2월 13일에 2차 종영되면서 KBS 뉴스 25로 대체되었다가 1998년 10월 12일부터 월요일 ~ 목요일 밤 11시 55분에 재신설되어 5분으로 단축되었고, 1999년 4월 29일에 3차 종영되었다.

## 방송 시간
| 방송 채널 | 방송 기간                          | 방송 시간                                                                            |
| --------- | ---------------------------------- | ------------------------------------------------------------------------------------ |
| KBS 2TV   | 1980년 12월 1일 ~ 1980년 12월 31일 | 매일 밤 12시 ~ 12시 10분 (10분)                                                      |
| KBS 2TV   | 1981년 1월 1일 ~ 1981년 2월 1일    | 매일 밤 12시 ~ 12시 10분 (10분)                                                      |
| KBS 2TV   | 1981년 2월 2일 ~ 1981년 3월 29일   | 평일 밤 11시 20분 ~ 11시 30분 (10분) 주말 밤 11시 50분 ~ 12시 (10분)                 |
| KBS 2TV   | 1981년 3월 30일 ~ 1981년 9월 6일   | 평일 밤 11시 20분 ~ 11시 30분 (10분) 주말 밤 11시 40분 ~ 11시 50분 (10분)            |
| KBS 2TV   | 1981년 9월 7일 ~ 1983년 3월 27일   | 매일 밤 10시 ~ 10시 10분 (10분)                                                      |
| KBS 2TV   | 1983년 3월 28일 ~ 1983년 9월 11일  | 매일 밤 10시 55분 ~ 11시 (5분)                                                       |
| KBS 2TV   | 1983년 9월 12일 ~ 1984년 3월 31일  | 매일 밤 10시 50분 ~ 11시 (10분)                                                      |
| KBS 2TV   | 1984년 4월 1일 ~ 1986년 11월 2일   | 월요일 ~ 토요일 밤 11시 25분 ~ 11시 35분 (10분) 일요일 밤 10시 ~ 10시 10분 (10분)    |
| KBS 2TV   | 1986년 11월 3일 ~ 1987년 2월 28일  | 월요일 ~ 토요일 밤 11시 25분 ~ 11시 35분 (10분) 일요일 밤 9시 55분 ~ 10시 5분 (10분) |
| KBS 2TV   | 1987년 3월 1일 ~ 1996년 10월 13일  | 매일 밤 11시 50분 ~ 12시 (10분)                                                      |
| KBS 2TV   | 1996년 10월 14일 ~ 1997년 3월 2일  | 월요일 ~ 토요일 밤 11시 50분 ~ 12시 (10분) 일요일 밤 11시 25분 ~ 11시 30분 (5분)     |
| KBS 2TV   | 1997년 3월 3일 ~ 1998년 10월 11일  | 매일 밤 11시 50분 ~ 12시 (10분)                                                      |
| KBS 2TV   | 1998년 10월 12일 ~ 1999년 4월 30일 | 매일 밤 11시 55분 ~ 12시 (5분)                                                       |

## 타이틀 변천사
| 기수 | 타이틀       | 방송 기간                          |
| ---- | ------------ | ---------------------------------- |
| 1기  | KBS 조간뉴스 | 1980년 12월 9일 ~ 1981년 5월 24일  |
| 2기  | 오늘과 내일  | 1981년 5월 25일 ~ 1981년 9월 6일   |
| 3기  | KBS 뉴스     | 1981년 9월 7일 ~ 1987년 2월 28일   |
| 4기  | KBS 2TV 뉴스 | 1987년 3월 1일 ~ 1997년 10월 19일  |
| 5기  | KBS 뉴스     | 1997년 10월 20일 ~ 1999년 4월 30일 |

## 종영 당시 심야 마감뉴스 프로그램
- KBS 뉴스라인 W, KBS 뉴스 (2400) (KBS 1TV)
- MBC 뉴스 25 (MBC TV)
- SBS 나이트라인 (SBS TV)

## 같이 보기
- KBS 뉴스타임 (2150)